# محاديتا
محاديتا أحد بطون قبيلة الحكلي من فرع سلم بن عمرو » يسكنون جبل القرا » وجبل القمر وفي احياء صلالة وولاية رخيوت وولاية ضلكوت وفي دول مختلفة مثل دولة قطر والإمارات ويتواجدون أيضا في اليمن ·

## النسب
تعود عشائر محاديتا » إلى جدهم الجامع محاد بن سلم بن سلم بن عمرو بن محمد الحكلي من قبائل الاحكول بن ابذي بن مالك الصدف » بن مرتع بن كندة من القحطانية » »

## مواطن القبيلة

### في مدينة صلالة
تتركز عشائر محاديتا في سكناها في جبل القرا في نيابات جبلية متجاورة تتبع ولاية صلالة عاصمة اقليم ظفار وهي نيابة السان ونيابة زيك ونيابة قيرون حيريتي ونيابة حجيف ونيابة طيطام ونيابة غدو وفي احياء مدينة صلالة المختلفة وهم أكبر تكتل وعددا في ولاية صلالة بشكل عام.

### في مدن جبل القمر
تسكن عشائر من آل محاد بن سلم في ولاية رخيوت وولاية ضلكوت في مناطقها الجبلية المختلفة بين شهب اصعيب وخضرفي ·

## عشائر والإخاذ القبيلة
أولد محاد بن سلم تمان و عيسى ولقبه جعبوب، اما لتمان ولدان علي و قطن ، وعلي له ولدان الأول أحمد ولقبه تبوك والثاني سالم ولقبه كشوب · أما قطن فله ثلاثة بنون، منه سعيد وصفرار الملقب بجشعول و قطن الاصغر المسمى على ابيه قطن بن قطن بن تمان · أما عيسى جعبوب له من الولد اثنان محمد وطوعري ومن محمد اتى عيسى، ولعيسى ولدين أحمد والآخر علي الذي تنحدر منه بقية ذرية بني جعبوب ·

### عشائر عيسى جعبوب بن محاد
- بني صفرار بن عكيت
- بني ناعاش
- بني احمد بن علي
- بني اعزيل
- بني جيلاد
- بني احمد بن عيسى
- بني عامر
- بني آشرون
- بني طوعري

### عشائر قطن بن تمان بن محاد

#### آل سعيد
- بني محلوب
- بني عجزون
- بني فرج
- بني عيسى
- بني أحمد
- بني حذنون

#### آل قطن بن قطن
- بني علي بن قطن
- بني محمد بن قطن
- بني تمان حركون بن قطن

#### آل جشعول
- بني سعيد حارار
- بني سهيل بن عيسى
- بني صندور الطوعري
- بني ذهوفل
- بني عمرو
- بني مطهوف

### عشائر علي بن تمان بن محاد

#### بني سالم (كشوب)
1- بني أحمد بن كشوب (اولاد الشيبة - شخر -):
- بني آشرون بن سالم (خدوم) بن أحمد بن سالم (كشوب)
- بني عفيف (بجيش) بن سالم (خدوم) بن أحمد بن سالم (كشوب)
- بني فضل (كشوش) بن سالم (خدوم) بن أحمد بن سالم (كشوب)
- بني أحمد بن سالم (خدوم) بن أحمد بن سالم (كشوب)

2- بني محمد بن كشوب (اولاد تاميه):
- بني علي الأحمر (عوفر) بن محمد بن كشوب
- بني عصوات بن محمد بن كشوب
- بني فنطاس بن محمد بن كشوب
- بني قصي بن محمد بن كشوب

3- بني عيسى بن كشوب:
- بني مطلوب (اليمن)
- بني شرذوخ (عمان).

4- بني جيلي بن كشوب.

#### بني أحمد (تبوك)
1- بني تمان بن احمد (تبوك).
أ- بني عيسى بن تمان:
- بني سلامة.
- بيت محروس بن هوب
- بيت سالم بن دبلان
- بيت خراق بن حفوف
- بيت خزاني

- بني الزوز (الزاز).
- بيت عيسى بن سلمان
- بيت علي بن الزوز

ب- بني تمان بن تمان:
- بيت شخت والفخائذ.
- بيت حلوت والفخائذ.

2- بني علي بن أحمد (تبوك).
- بيت عزيبون (بني حسن بن علي بن تبوك).
- بيت محاد بن تبوك (بني محاد بن علي بن تبوك).
- بيت علي بن علي.